# Felicia Filip
Felicia Filip (n. 20 martie 1959, Slatina, Olt, România) este o soprană română. A cântat pe scene internaționale, de la Royal Opera House Covent Garden la Staatsoper, din Moscova în Barcelona, Tokyo sau Toronto. A fost solistă a Operei Naționale din București (1985-1990), iar în prezent este director general al Operei Comice pentru Copii din București și conf. univ. dr. la Facultatea de Științe și Arte din cadrul Universității "Valahia" din Târgoviște. 

## Biografie
Felicia Filip a început studiile muzicale ca violonistă, ajungând să interpreteze Concertul pentru vioară de Max Bruch. A devenit studentă de canto la Academia de Muzică din București, pe care a absolvit-o în 1985 și a avut-o ca profesoară pe soprana Georgeta Stoleriu. Din 2010 este doctor în muzică, titlu obținut la Universitatea Națională de Muzică din București.
După absolvire s-a angajat ca solistă la Opera Națională Română. Cariera internațională a început-o în anul 1991. Prima apariție a avut-o la Basel, în Elveția, după care au urmat multe scene din lumea întreagă. Tânăra soprană a fost încoronată ca "Noua regină a Traviatei", rol pe care l-a cântat cu o muzicalitate ieșită din comun și cu puterea interpretativă a unei mari tragediene ("Tragediană superbă" a titrat "L'est Republicain" din Nancy, mai 1998). La Covent Garden, Wiener Staatsoper, Gran Teatro del Liceo de Barcelona, Hamburg, în Toulouse sau la Moscova publicul a răsplătit-o cu ovații îndelungate. A cântat cu mari dirijori ca Silvio Varviso, Anton Guadagno, Daniel Oren, Carlo Rizzi și în regii semnate de Otto Schenk, John Cox, Jean Claude Auvray, Axel Corti, Nicolas Joel, alături de parteneri precum Roberto Alagna, Francisco Farina, Marcello Giordani, Juan Pons sau Vincente Sardinero.
Felicia Filip a realizat o premieră în muzica românească, fiind prima soprană care s-a asociat cu o trupă rock, după modelul Montserrat Caballe - Freddie Mercury. Primul album de rock-simfonic din România, realizat împreună cu formația Iris a fost Athenaeum, urmat în 2007 de colaborarea pe care au avut-o în realizarea albumului Iris 30 de ani: Cei ce vor fi. Două dintre melodiile de mare succes au fost: "De vei pleca" și "Baby".
Din anul 2014, se află la conducerea Operei Comice pentru Copii din București, instituție care îi încântă pe cei mici cu spectacole excepționale și cu nenumărate activități conexe.

## Carieră artistică internațională
Spectacole susținute la:
- Opera Regală „Covent Garden” – „Călătorie la Reims”, „Traviata”,
- Opera de Stat din Viena – „Traviata”
- Opera de Stat din Hamburg – „Traviata”
- Teatrul Liceo din Barcelona – „Rigoletto”
- Opera din Dresda – „Traviata”
- Opera din Frankfurt – „Traviata”, „Liliacul”
- Opera din Toronto – „Flautul fermecat”
- Opera Regală Liege din Wallonie – „Traviata”, „Piratul”, „Stifellio”, „Rigoletto”, „Liliacul”, „Călătorie la Reims”,
- Teatrul Capitole, Toulouse – „Traviata”, “Rigoletto”
- Opera din Bologna - “Călătorie la Reims”
- Opera Dortmund - “Trubadurul”
- Opera Rotterdam - “Traviata”
- Teatrul Mare din Lomonges – „Traviata”, „Boema”, „Elixirul Dragostei”
- Concertul de la Roma, Vatican.
- Opera din Toulon – „Traviata”, „Puritanii”, „Stiffelio”, „Pescuitorii de Perle”, „Rigoletto”
- Stadionul Olimpic din Barcelona – „Traviata”
- „Plaza de Toros” din Madrid – „Traviata”
- Volksoper Viena – „Văduva Veselă”
- Bruxelles – „Concertul integrării României în Uniunea Europeană–ianuarie 2007

Prim solistă a Operei Naționale București.
Deține un repertoriu extrem de vast, ce cuprinde lucrări ale marilor compozitori de operă, operetă, lieduri și muzică vocal simfonică (Verdi, Rossini, Donizetti, Bellini, Mozart, Bizet, Puccini, J. Strauss, J. Offenbach, Beethoven, Schubert, Schumann).
A colaborat în spectacole și concerte cu soliști ca Monserrat Caballe, Roberto Alagna, Francesco Araiza, Juan Pons, Franco Farina, Salvatore Fisichella, Marcelo Alvarez, Fabio Armiliato.
Are o carieră internațională impresionantă, urcând pe marile scene ale lumii : Opera Regală “Covent Garden”, Teatrele de Operă din Viena, Hamburg, Barcelona, Dresda, Frankfurt, Toronto, Toulouse, Bologna, Dortmund, Rotterdam, Limoges, Roma (Vatican), Toulon, Opera Regală din Wallonie, Bruxelles.
În toate aparițiile sale dobândește succese de răsunet, datorită temperamentului ei pasional, naturaleței și spontaneității scenice, strălucirii glasului său în registrul acut, tehnici vocale perfecte.
Decorată de Președintele României cu titlul de „Cavaler al Meritului Cultural”, cea mai înaltă distincție acordată unui cântăreț român în activitate. 
Cetățean de onoare al orașului natal, Slatina.
Cetățean de onoare al orașului Pitești.

## Repertoriu
| Verdi - La Traviata – Violetta - Rigoletto – Gilda - Stiffelio – Lina - Il Trovatore - Leonora - Falstaff Rossini - Il Viaggio a Reims - Contese Folleville - Il Barbiere di Seviglia – Rosina - L’Occasione fa il ladro – Berenice Donizetti | - Lucia di Lammermoor – Lucia - L’elisir d’amore – Adina - Don Pasquale – Norina Bellini - I Puritani – Elvira - Il Pirata – Imogene - I Capuleti e I Montecchi – Giulietta Mozart - Don Giovanni – Elvira - Die Entfuhrung aus dem Serail – Constanze | - Bastien und Bastienne – Bastienne - Le Nozze di Figaro – Susanna Bizet - Les pecheurs des perles – Leila - Carmen - Micaela Puccini - La Boheme – Musetta J. Strauss - Die Fledermaus – Rosalinde F. Lehar - La veuve joyeuse (Vaduva Vesela) J. Offenbach - Les contes d’Hoffmann - Antonia |

## Premii
- 1983 "Francisco Vinas" - Barcelona, Premiul I și Premiul Mozart
- 1985 "P.I. Ceaikovski" - Moscova, Premiul al II-lea
- 1987 "Belvedere" - Viena, Premiul al II-lea , Premiul Mozart și Premiul Japonez
- 1991 "The Glory of Mozart" - Toronto, Premiul I

Felicia Filip este unica solistă de operă din lume care a câștigat toate Premiile Mozart, atât în 1983 la Barcelona, cât și în 1987 la Viena și în 1991 la Toronto. 